# Patula asperipunctella
Patula asperipunctella is een vlinder uit de familie van de Urodidae. De wetenschappelijke naam van de soort is voor het eerst geldig gepubliceerd in 1850 door Bruand.